# Grafstal
Grafstal är en ort i kommunen Lindau i kantonen Zürich i Schweiz. Den ligger cirka 14,5 kilometer nordost om centrala Zürich och cirka 6,5 kilometer sydväst om Winterthur. Orten har cirka 1 375 invånare (2021).